# Richard Riemerschmid

Richard Riemerschmid

Richard Riemerschmid (* 20. Juni 1868 in München; † 13. April 1957 ebenda) war ein deutscher Architekt, Designer, Hochschullehrer und zählt zu den bedeutenden Künstlern des Jugendstils. Er war 1897 Mitbegründer der Vereinigten Werkstätten für Kunst im Handwerk und 1907 des Deutschen Werkbunds. Als Wegbereiter der modernen Bewegung „Kunst und Handwerk“ – beeinflusst vom englischen Arts and Crafts Movement – gestaltete er neben Gebäuden auch Möbel, Tapeten, Stoffe und Glasobjekte. Für die Meißner Porzellanmanufaktur und die Porzellanfabrik Edelstein entwarf er Porzellan.

## Leben und Familie
Riemerschmid war ein Enkel von Anton Riemerschmid, besuchte nach dem Abitur 1886 am Wilhelmsgymnasium München von 1887 bis 1889 unter Gabriel Hackl und Ludwig von Löfftz die Münchner Kunstakademie und arbeitete danach als freischaffender Künstler und Architekt in München. Sein Vetter war der Jugendstil–Maler Rudolf Riemerschmid, der ebenfalls in München lebte.
Im Jahr 1895 heiratete er die Schauspielerin Ida Hofmann (1873–1963). Der Ehe entstammten vier Kinder:
- Helmut Riemerschmid (1896–1918) diente als Soldat im Ersten Weltkrieg und fiel am 15. Juli 1918 in Frankreich.
- Ilse Riemerschmid (1897–1982)[3] war Ärztin. Sie heiratete den Mediziner Heinrich Pfleiderer (1900–1973), der ab 1941 als Direktor und Professor des Institutes für Bioklimatologie und Meeresheilkunde der Universität Kiel auf Sylt arbeitete und auch Präsident der Deutschen Gesellschaft für Balneologie, Bioklimatologie und Physikalische Therapie war.[4]
- Gertrud Riemerschmid (1902–1946) arbeitete als wissenschaftliche Mitarbeiterin der Tierärztlichen Hochschule in Pretoria (Südafrika) und als Assistentin am Physikalisch-Therapeutischen Institut der Universität Jena. Sie starb 1946 in Pretoria.
- Gerhart Riemerschmid (1911–1939) arbeitete als Arzt in München. Er starb am 9. September 1939 als Soldat beim Überfall auf Polen.

Riemerschmid zählte zu den Mitbegründern des Isartalvereins, der sich zum Ziel gesetzt hat, die landschaftliche Schönheit des Flusstals zu erhalten. Im Jahr 1940 schenkte er dem Verein ein ca. 5 ha großes Waldgrundstück am steilen Isarhang zwischen Icking und dem Wolfratshausener Stadtteil Weidach. Dieses Areal trägt seitdem als Riemerschmidpark seinen Namen. Der Isartalverein errichtete 1941 einen heute noch existierenden Gedenkstein für seine in den beiden Weltkriegen gefallenen Söhne Helmut und Gerhart.
Richard Riemerschmid starb am 13. April 1957 im Alter von 88 Jahren in München.

## Grabstätte

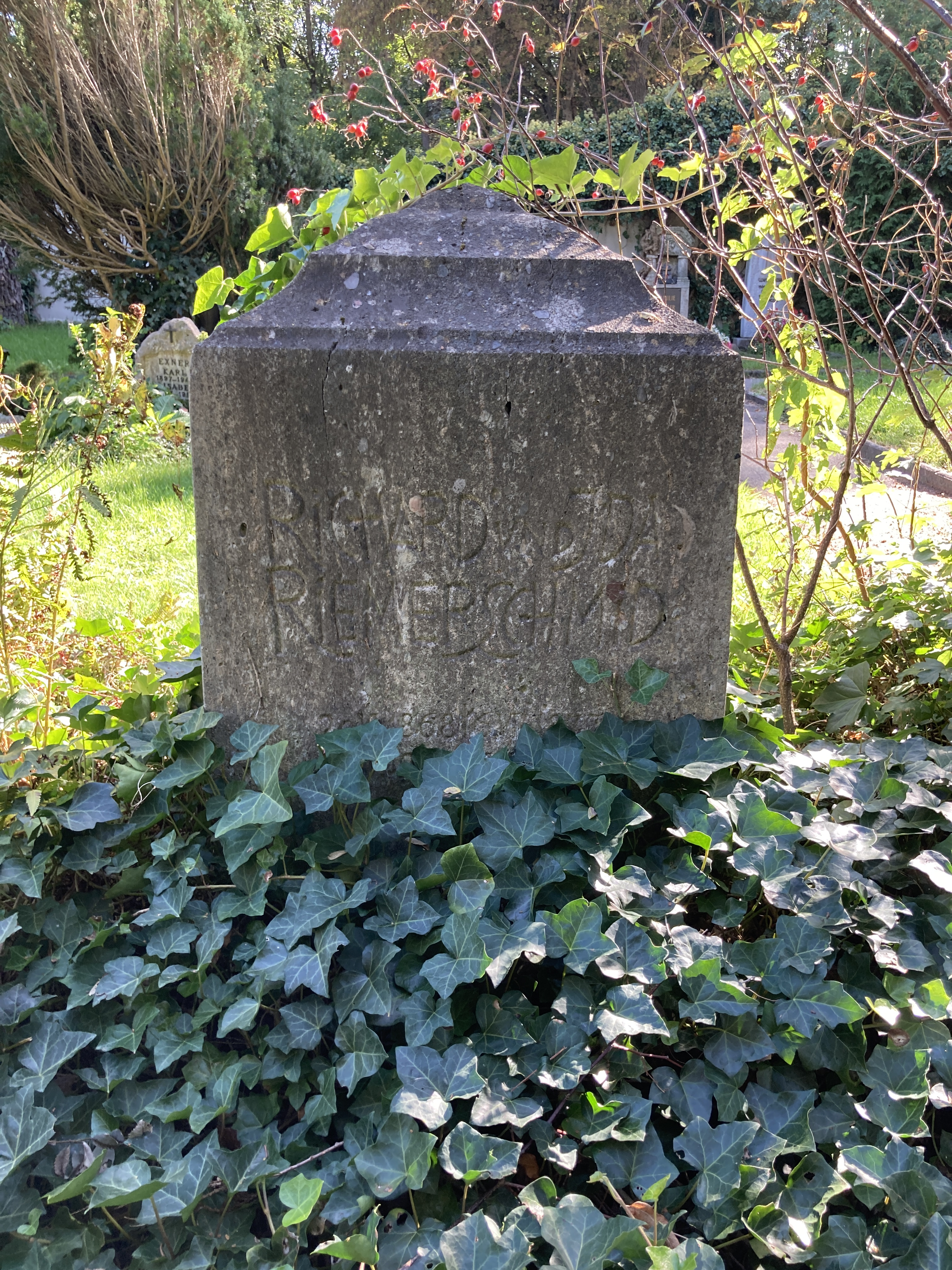
Grab von Richard Riemerschmid auf dem Friedhof in Gräfelfing

Die Grabstätte von Richard Riemerschmid befindet sich auf dem Friedhof von Gräfelfing (Abtlg. O-V-76) im Landkreis München Standort des Grabes. In dem Grab befindet sich auch Riemerschimds Frau Ida und weitere Verwandte.

## Auszeichnungen
- 1914: (königlich bayerischer) Geheimrat
- 1924: (bayerischer) Geheimer Regierungsrat
- 1943: Goethe-Medaille für Kunst und Wissenschaft[8]
- 1951: Architekturpreis der Stadt München
- 1952: Großes Bundesverdienstkreuz
- 1952: Großer Kunstpreis der Stadt München
- 1954: Ehrenmitgliedschaft der Akademie der Bildenden Künste München
- 1955: Ehrendoktorwürde (als Dr.-Ing. E. h.) der Technischen Hochschule Stuttgart

## Werk

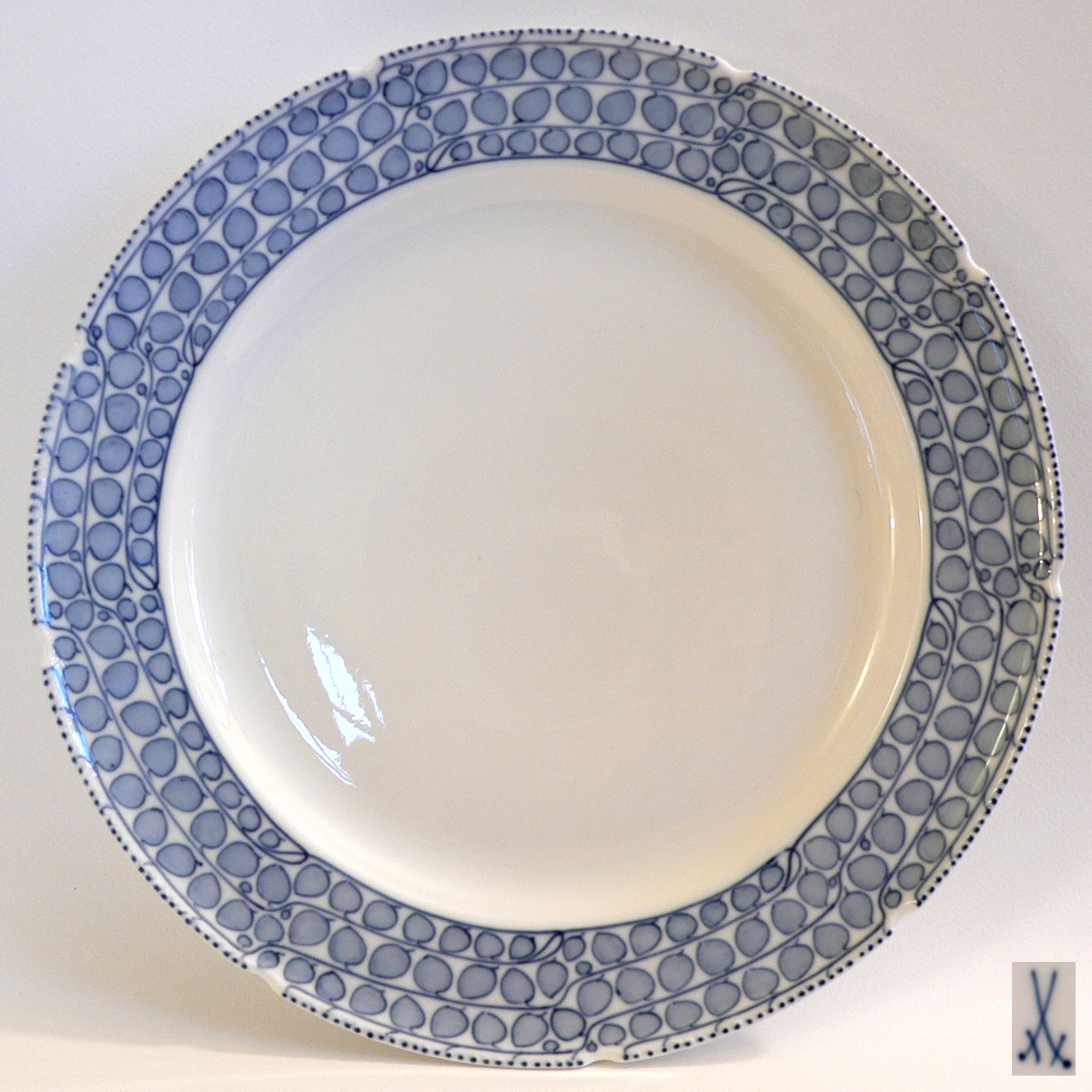
Speiseteller aus dem Meißner Porzellanservice „Blaue Rispe“, 1903–1905

Riemerschmid schuf im Auftrag des Kölner Schokoladenproduzenten Ludwig Stollwerck Sammelbilder für Stollwerck-Sammelalben, u. a. die Serie „Jahreszeiten“ für das Stollwerck-Sammelalbum No. 4 von 1899.
Auf Initiative von Karl Schmidt-Hellerau entwarf Riemerschmid ab 1902 mehrere Ausstattungen für Schiffe der Kaiserlichen Marine, beispielsweise für die Kreuzer Prinz Adalbert und Berlin. Diese Innenausstattungen wurden von den Deutschen Werkstätten für Handwerkskunst in Dresden-Hellerau hergestellt. Auch war Riemerschmid maßgeblich an der Gründung und Konzeption der ersten konsequent umgesetzten Gartenstadt in Deutschland in Hellerau bei Dresden beteiligt.
Daneben schuf er mit Joseph Maria Olbrich und mit seinem Freund und Kollegen Bruno Paul die Inneneinrichtung und Ausstattung des 1906 vom Stapel gelaufenen Doppelschrauben-Schnellpostdampfers Kronprinzessin Cecilie, der damals zu den ehrgeizigsten und erfolgreichsten deutschen Passagierschiff-Projekten zählte.

### Bauten und Inneneinrichtungen

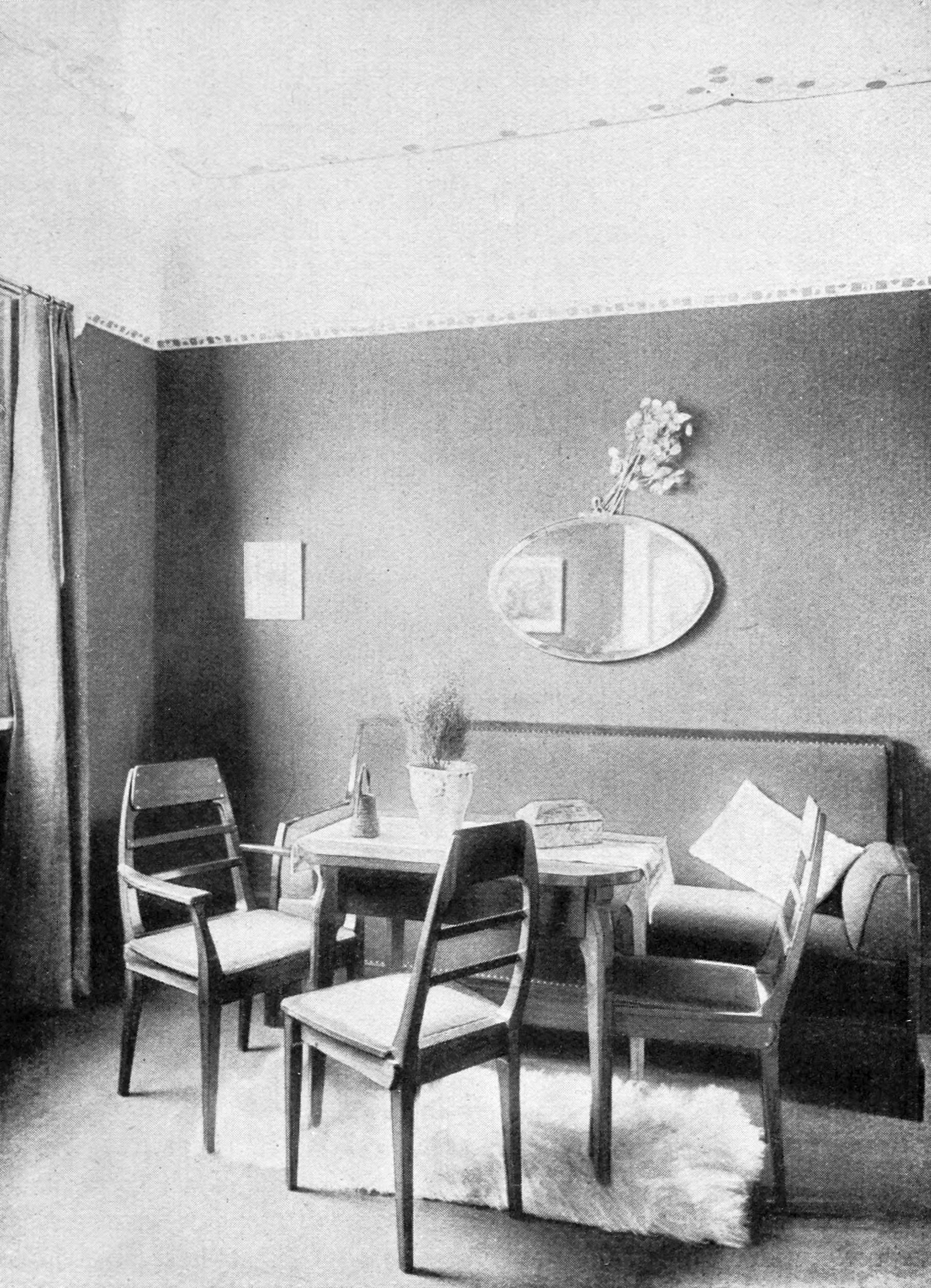
„Einfaches Zimmer“ auf der 3. Deutschen Kunstgewerbe-Ausstellung Dresden 1906

- 1898: Eigene Villa Lützowstraße 11 in München-Pasing (im Stil eines englischen Cottages; 1907 ergänzt durch Ateliergebäude und Zwischenbau; verkauft 2007 von den Nachkommen von Ilse Riemerschmidt; Inneneinrichtung vorher entfernt)
- 1899: Inneneinrichtung „Musiksalon“ auf der Deutschen Kunstausstellung in Dresden
- 1900: Inneneinrichtung „Zimmer des Kunstfreundes“ auf der Weltausstellung 1900 in Paris (mit einer Goldmedaille prämiert)[12]
- 1901: Inneneinrichtung des Schauspielhauses (später: Kammerspiele) in München, Maximilianstraße 26/28 (Architektur von Max Littmann)
- 1902: Wohnhaus mit Atelier für den Maler Alfred Mailick (1869–1946) in Moritzburg, Bahnhofstraße 17 (unter Denkmalschutz)[13]
- 1902–1903: Villa für Bürgermeister Reinhard Fieser (Riemerschmids Schwager) in Baden-Baden, Friedrichshöhe, Bernhardstraße 33
- 1904: Inneneinrichtung „Rektoratszimmer der Industrieschule zu Nürnberg“ auf der Weltausstellung 1904 in St. Louis (USA)
- 1904–1905: Villa für den Vizeadmiral Max von Fischel in Kiel-Düsternbrook, Niemannsweg 127 (verändert)
- 1904–1906: Villa Lindenhof für den Ulmer Unternehmer Max Robert Wieland in Herrlingen
- 1905: Villa für den Rechtsanwalt Walter Rudolph in Dresden-Blasewitz, Comeniusstraße 46 (zerstört)
- 1905–1906: Villa für den Unternehmer Adolf Sultan in Berlin-Grunewald, Delbrückstraße 6a (1965 abgerissen)[14][15]
- 1906: Villa für den Arzt Adolph Frank in Göttingen, Baurat-Gerber-Straße 2[16]
- 1906: Landhaus für Fritz Frank in Witzenhausen, Am Johannisberg 2 (unter Denkmalschutz)
- 1907–1910: Arbeitersiedlung Walddorfstraße der Hagener Textilindustrie Gebr. Elbers AG in Hagen, Walddorfstraße (nur sechs von geplanten 87 Häusern ausgeführt)
- 1908–1912: Gesamtplanung und Errichtung von mehr als 100 Wohnungen – meist Reihenhäusern – in der Gartenstadt Dresden-Hellerau
- 1909–1910: Villa für den Unternehmer Carl Scholten in Duisburg, Denkmalstraße 7 (1977 abgerissen)
- 1909–1911: Fabrikanlage der Deutschen Werkstätten für Handwerkskunst in Dresden-Hellerau, Moritzburger Weg 67
- 1909–1911: Villa Hoffmann in Halle (Saale)-Giebichenstein, Ernestusstraße 27 (unter Denkmalschutz)
- 1909–1913: Gesamtplanung und Errichtung von 46 Einfamilienhäusern in der Gartenstadt Nürnberg
- 1909–1913: Villa für den Unternehmer Max Robert Wieland in Ulm, Olgastraße 129
- 1910: Inneneinrichtungen „Speisezimmer“ und „Damenzimmer“ auf der Weltausstellung 1910 in Brüssel
- 1910–1912: Haus Schwalten für Carl Riemerschmid in Schwalten (Ostallgäu), östlich des Schwaltenweihers (später als Erholungsheim genutzt; unter Denkmalschutz)
- 1910–1912: „Villa Carl“ für den Verleger Hans Carl in Feldafing, Höhenbergstraße 35 (unter Denkmalschutz)
- 1911: Wohnhaus für den Arzt Martin Naumann in Riesa (Elbe), Lutherplatz 7 (unter Denkmalschutz)
- 1913: Friedhofsanlage mit Aussegnungshalle mit Arkadengang in Gräfelfing
- 1913: Anbau des Herrenhauses Paulsberg in (Radebeul-)Zitzschewig
- 1914: Evangelische Mädchenschule in (München-)Pasing (heutige Oselschule; unter Denkmalschutz)
- 1914: Mobiliar und Innenausbau der Villa auf der Kölner Werkbundausstellung 1914
- 1922: Fabrikgebäude für die Likörfabrik Anton Riemerschmid in München, Praterinsel
- 1924: Kriegerdenkmal in Ismaning, Schloßstraße (mit Bildhauer Wilhelm Nida-Rümelin)
- 1925: Ausstellungshalle auf der Deutschen Verkehrsausstellung 1925 in München
- 1925–1928: Planung der Gartenstadt Pullach im Isartal; Von den 180 geplanten Holz–Fertighäusern wurden 16 ausgeführt, darunter 13 nach Typenentwürfen Riemerschmids. Von den wenigen heute noch erhaltenen Holzhäusern stehen zwei unter Denkmalschutz.[17][18]
- 1928: Pavillon des Verlags Hermann Reckendorf auf der Internationalen Presse-Ausstellung („Pressa“) in Köln (temporärer Bau)
- 1928–1929: Funkhaus der Deutsche Stunde in Bayern GmbH in München, Rundfunkplatz (verändert; heute genutzt durch den Bayerischen Rundfunk)[19]
- 1928–1929: Villa für Dr. Schaffer in Klingenmünster (Pfalz), Poststraße 4
- 1929–1931: Villa für den Hüttendirektor Alfred Wefelscheid in Bendorf (Rhein)

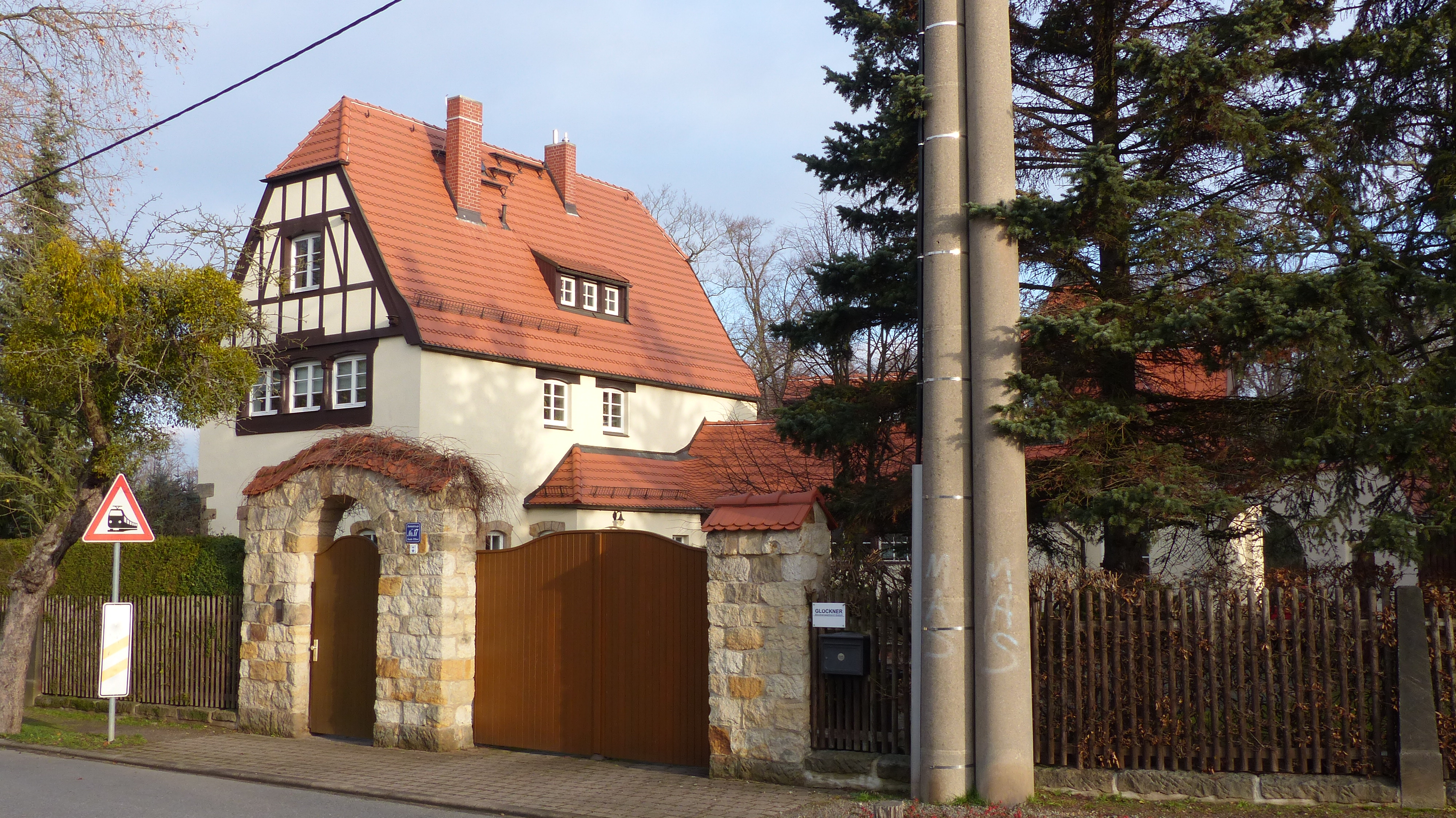
Haus Mailick in Moritzburg
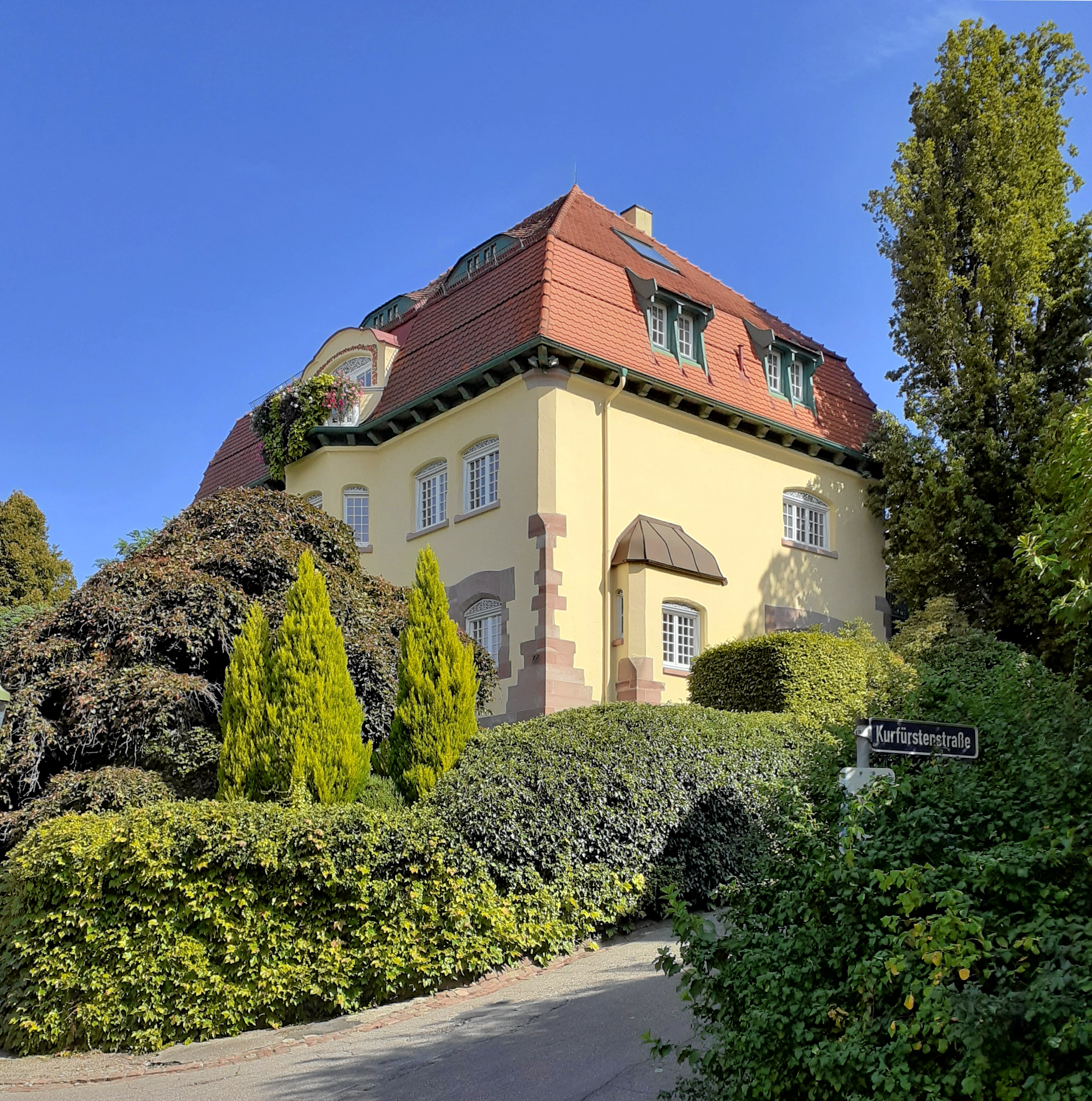
Villa Fieser in Baden-Baden
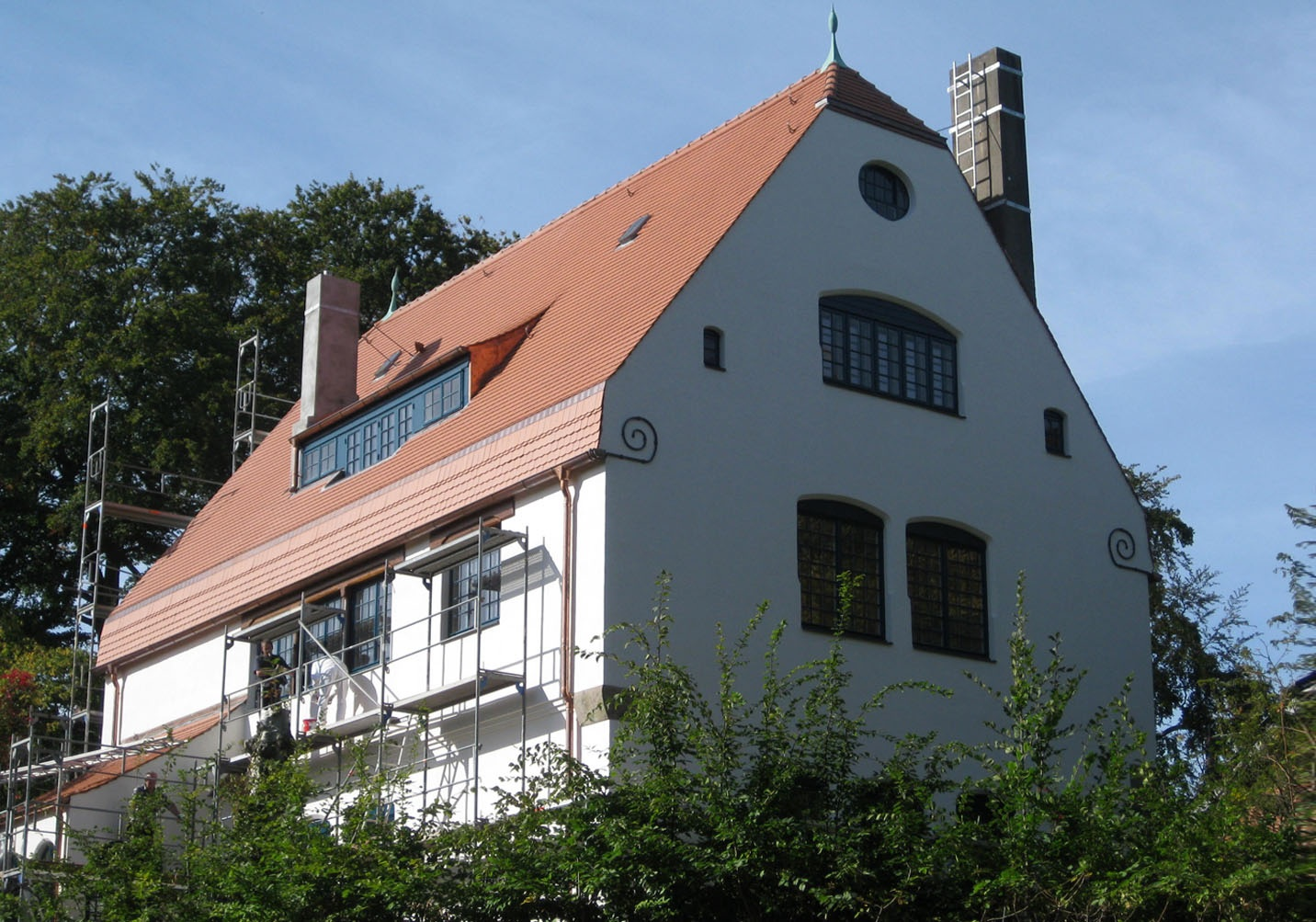
Villa Fischel in Kiel
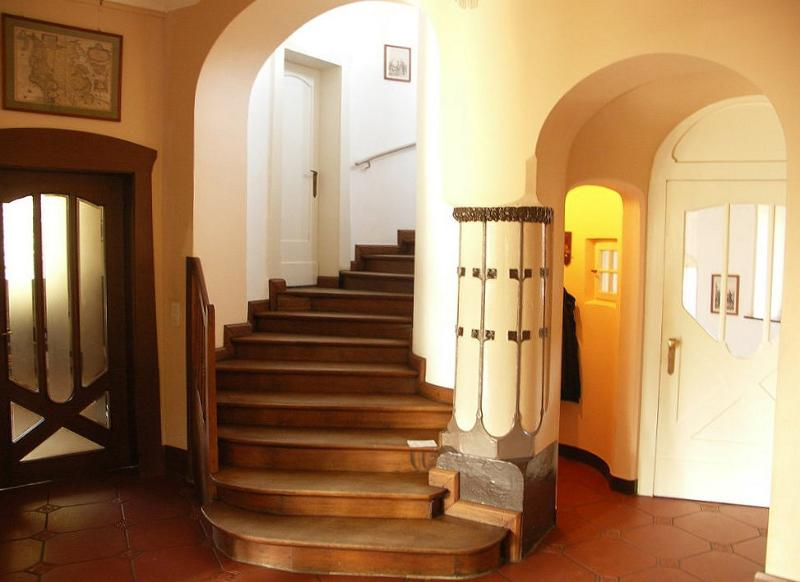
Treppenhaus der Villa Fischel
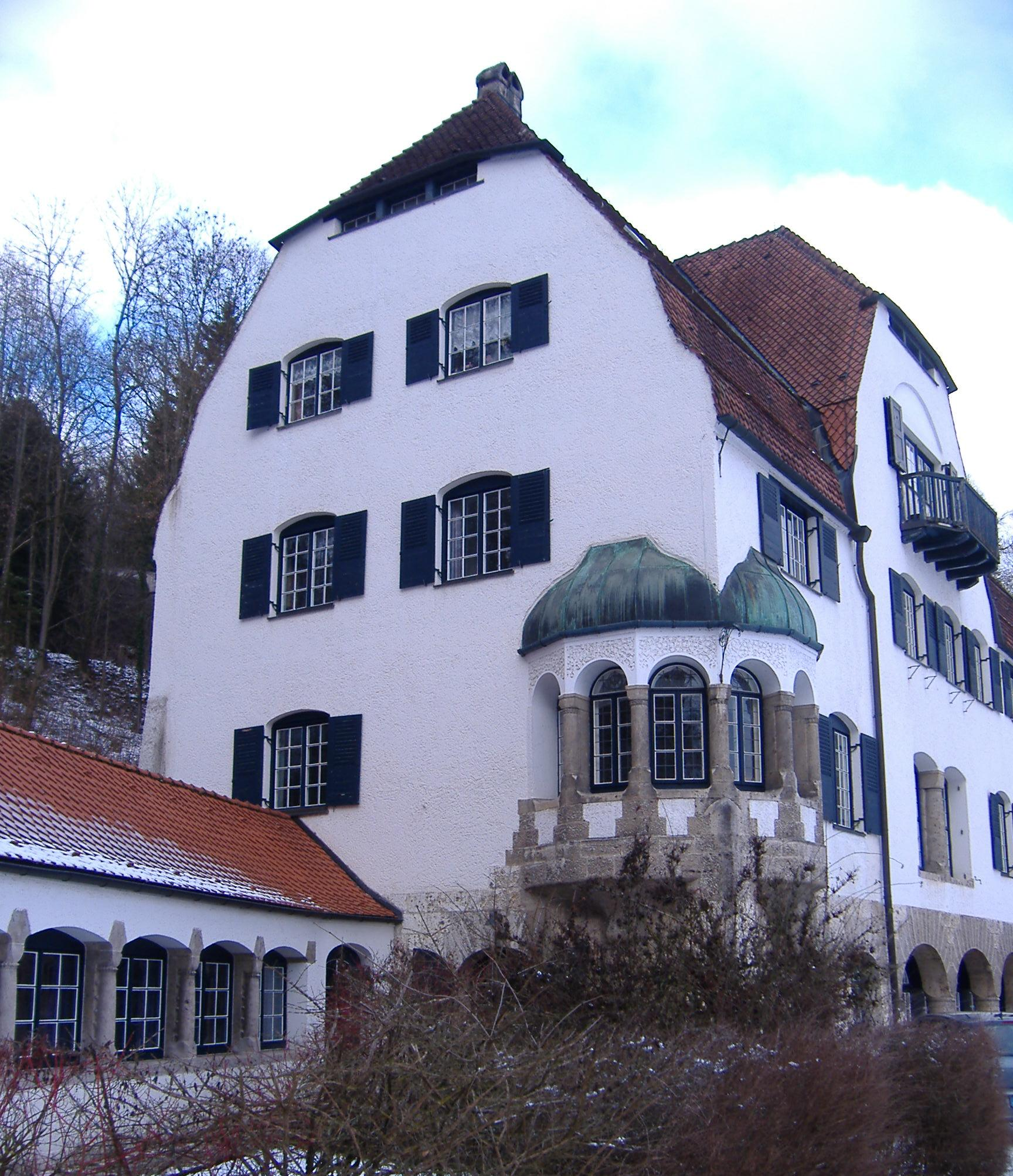
Villa Lindenhof in Herrlingen
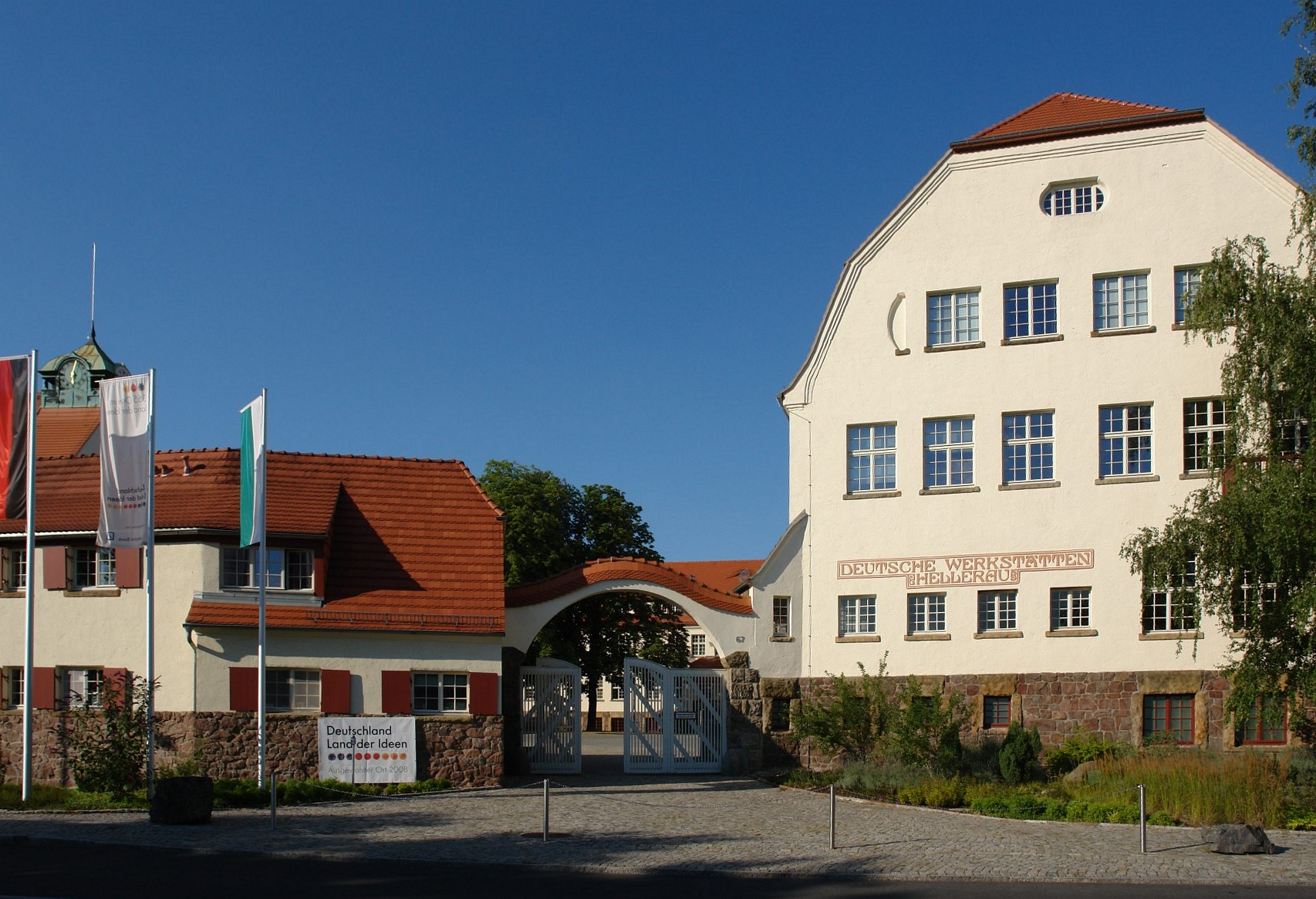
Deutsche Werkstätten in Dresden-Hellerau
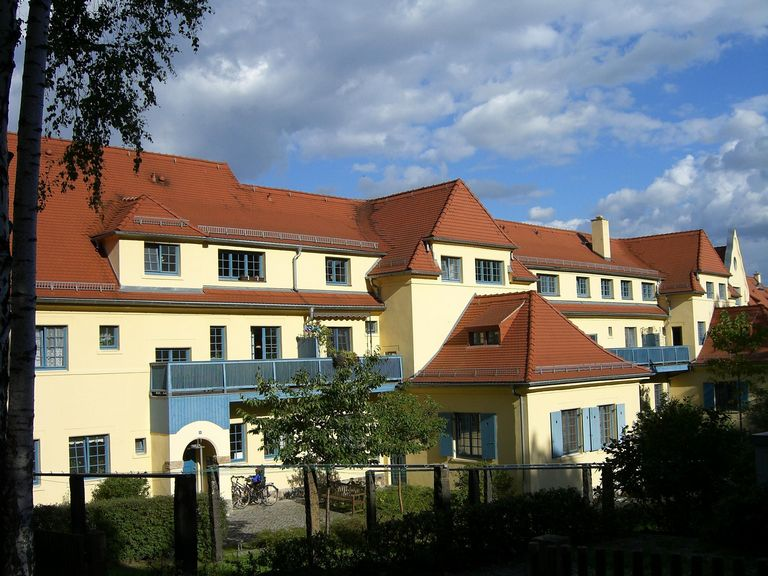
Häuserzeile in Dresden-Hellerau
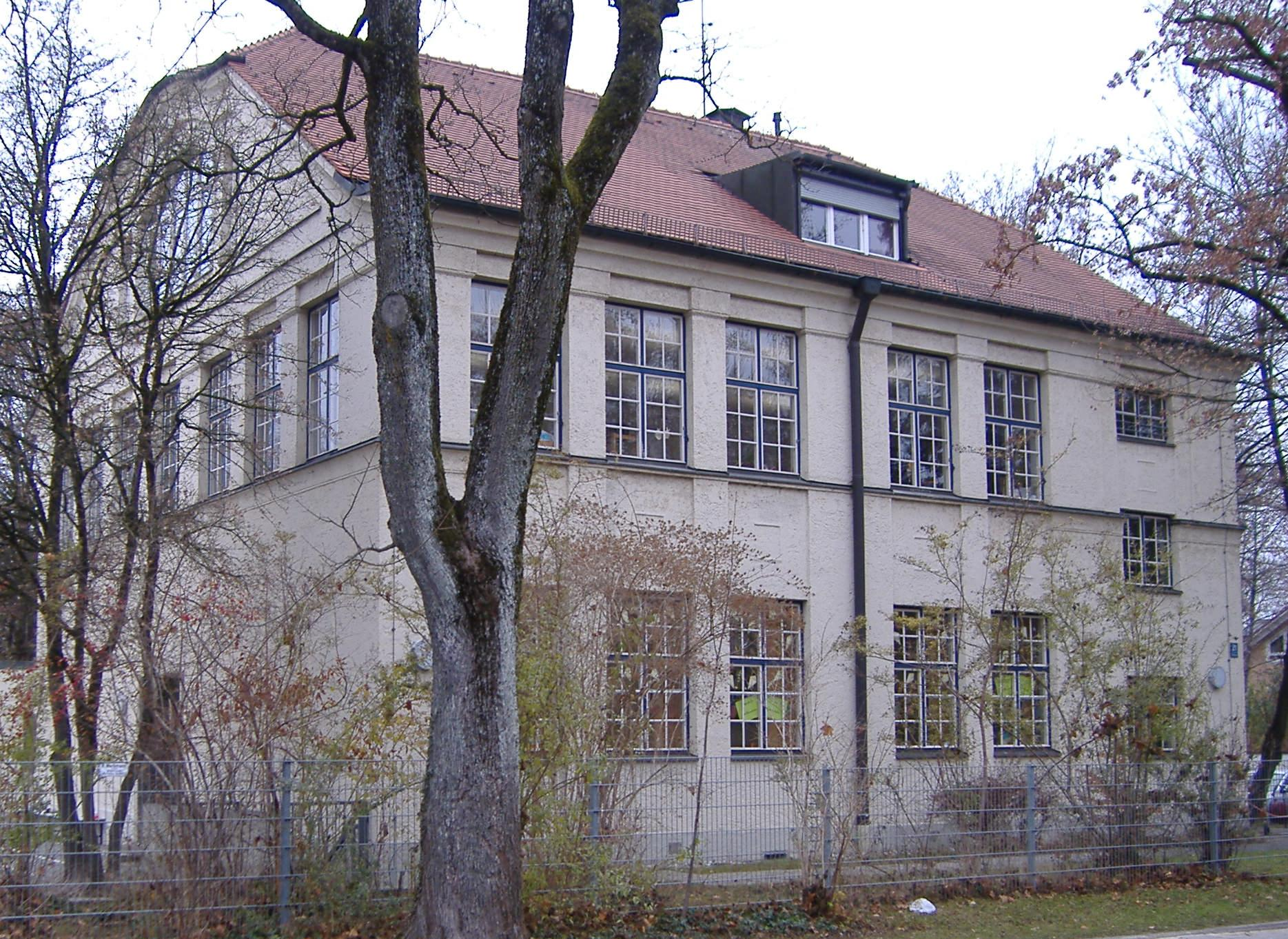
Evangelische Mädchenschule in (München-) Pasing
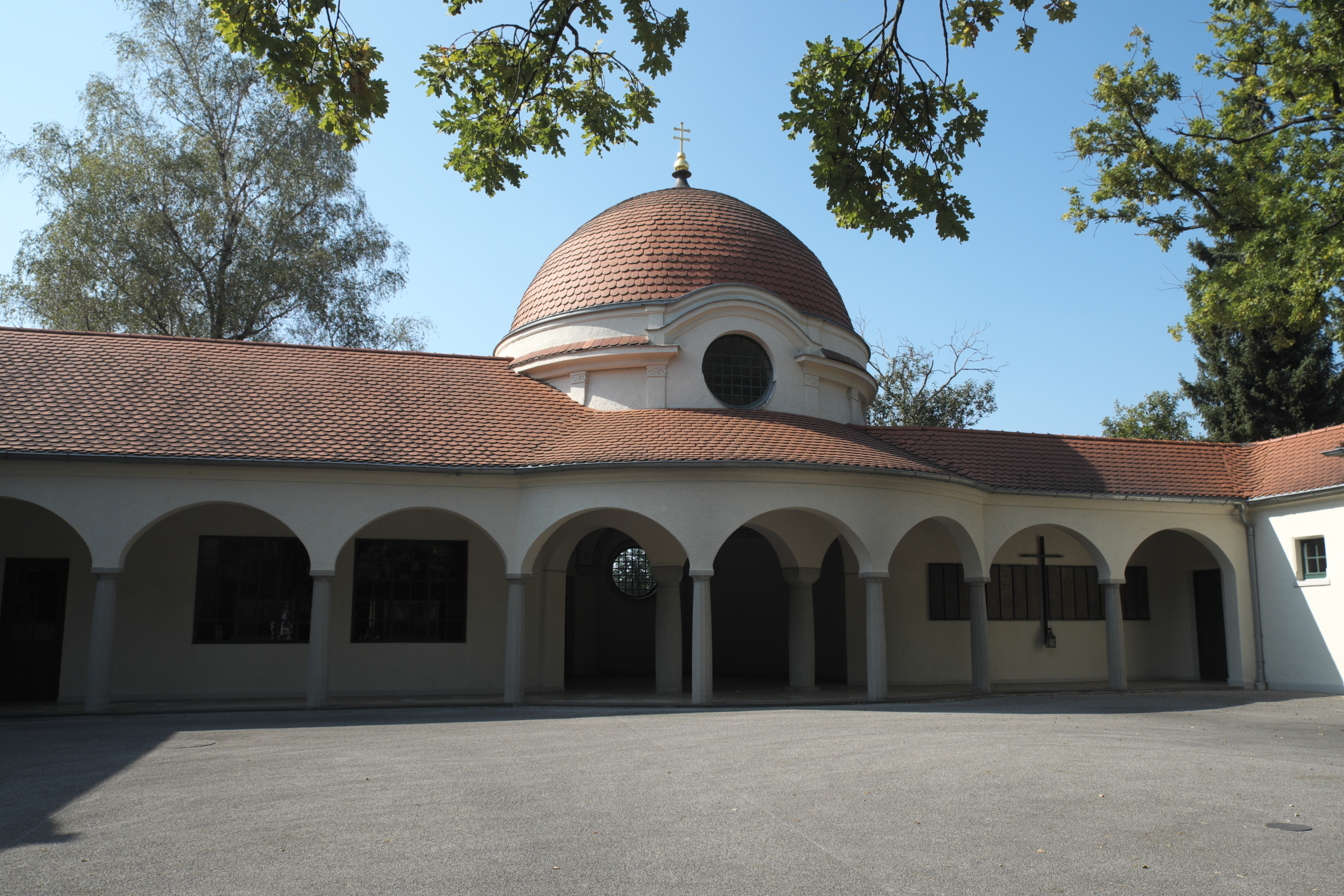
Aussegnungshalle mit Arkadengang auf dem Friedhof in Gräfelfing, 1913

### Schriften
- Künstlerische Erziehungsfragen. München 1917.
- Zur Frage des Zeitstils. In: Die Form, 1. Jahrgang 1922, Heft 1, S. 8–12. (Digitalisat)
- Der Einfluss der Großindustrie auf die Formung unserer Zeit. In: Die Form, 3. Jahrgang 1925/1926, Heft 11, S. 229–234. (Digitalisat)

## Ausstellungen
- 1982: Richard Riemerschmid. Vom Jugendstil zum Werkbund. Stadtmuseum München (weitere Stationen der Ausstellung in Nürnberg und Köln)

## Bildnisse
- Porträt (1953) von Charles Crodel (Reproduktion in: Heinz Thiersch (Hrsg.): Wir fingen einfach an. Arbeiten und Aufsätze von Freunden und Schülern um Richard Riemerschmid zum 85. Geburtstag. München 1953, Abb. S. 7.)

## Nachlass
Der schriftliche Nachlass kam 1973 in das Deutsche Kunstarchiv beim Germanischen Nationalmuseum in Nürnberg. Er  war nur zur Hälfte verzeichnet und wurde von Juli 2012 bis März 2013 im Rahmen eines von der Ernst von Siemens Kunststiftung geförderten Projektes geordnet. Dadurch wurde er für die Wissenschaft besser nutzbar.

## Filme
- Richard Riemerschmid. Ein Münchner Architekt zwischen Jugendstil und Werkbund. Dokumentarfilm, Deutschland, 2006, 43:33 Min., Buch und Regie: Bernhard Graf, Produktion: BR, Inhaltsangabe (Memento vom 3. November 2014 im Internet Archive) von BR.